# Primera batalla de Huachi
La Primera batalla de Huachi (también llamada de Guachi o Huachi Grande) fue un enfrentamiento militar librado el 22 de noviembre de 1820, en el contexto de la guerra de Independencia de Ecuador. Se enfrentaron las fuerzas de la Provincia Libre de Guayaquil, al mando de los coroneles León de Febres Cordero y Luis Urdaneta, y las leales al Imperio español, comandadas por el coronel Francisco González. Finalizó con una victoria para la primera.  

## Antecedentes

### Situación previa
A inicios del siglo XIX, Guayaquil era el principal arsenal y puerto español en el océano Pacífico. Contaba con una población de 15 000 habitantes, por lo que en la Real Audiencia sólo era comparable con Latacunga (14 000), Cuenca (18 000) y Quito (35 000), toda otra población no pasaba los 1500. Dependía eclesiástica y militarmente del Virreinato del Perú, pero política, administrativa, económica y judicialmente del Virreinato de la Nueva Granada.
El 9 de octubre de 1820, se proclamó la independencia de Guayaquil, lo que supuso una sorpresiva nueva amenaza para el presidente de la Real Audiencia, el mariscal de campo Melchor Aymerich. La pérdida del puerto fue desastrosa para los realistas, pues era el único que les quedaba en el Pacífico sur, dejando la flota española a la deriva y permitiendo que los patriotas dominaran el mar. Ahora los independentistas contaban con una gran cabeza de puente para avanzar sobre Quito, formando una tenaza con sus camaradas en Popayán.
Entre sus principales cabecillas estaban los coroneles Luis Urdaneta y León de Febres Cordero, el sargento mayor Miguel de Letamendi y el poeta José Joaquín Olmedo; Los tres primeros habían sido oficiales realistas. De inmediato, la Junta Suprema de Guayaquil encabezada por Olmedo envió a los tenientes coroneles Miguel de Letamendi y José de Villamil a informar del evento a José de San Martín y a Thomas Cochrane, y al capitán Francisco de Paula Lavayen a hablar con Simón Bolívar. San Martín envió a la goleta Alcance con los coroneles Toribio de Luzuriaga y Tomás Guido para negociar la anexión del puerto al Perú, idea que era favorecida por la mayoría de los miembros de la Junta Suprema por cuestiones personales.

### Campaña
El pronunciamiento fue imitado en otras localidades: Samborondón (10 de octubre), Daule (11), Baba (12), Jipijapa y Naranjal (15), Portoviejo (16), Montecristi (23), etc.. Este evento marca el comienzo de la tercera y última etapa de la independencia ecuatoriana. La primera se dio entre 1808 y 1812 con los primeros intentos de independencia y la segunda entre 1812 y 1820, tratándose de la reconquista monárquica.
Pronto, el movimiento de la costa se extiende a la sierra y estallan levantamientos en Cuenca, Latacunga, Ambato y Riobamba. Se empiezan a organizar guerrillas patriotas en la sierra que empiezan a hostigar a los destacamentos monárquicos y reciben el apoyo económico y moral del puerto. En Guayaquil las maniobras del coronel Gregorio Escobedo para conseguir la unión con el Perú, llevan a Olmedo a convocar una asamblea general el 8 de noviembre. Se decide organizar una fuerza militar para ayudar a sus partidarios en el interior y rápidamente acopia caballos, mulas, lanchas, vituallas, armas y demás, creando la División Protectora de Quito. Fue organizada usando como base los soldados, el armamento, la artillería y todo el material que capturaron con el pronunciamiento en Guayaquil. Según el historiador Jorge Núñez, su nombre: «revela el sentido nacional que tenía su acción, encaminada no a la protección de una ciudad sino del país entero».
Como estaba próxima la temporada de lluvias y la región costera se convertiría en un pantano insalubre e intransitable, se decidió iniciar la campaña lo antes posible a pesar del poco entrenamiento de los combatientes. Las fuerzas de guayaquileñas avanzaron hacia Quito, subestimando las defensas de esa ciudad, siguiendo el camino de Babahoyo para Ambato. Estaban encabezadas por los coroneles Urdaneta y Febres Cordero. El 7 de noviembre, llegan a Sabaneta y se encontraron con fuerzas realistas que venían a ocupar Guayaquil. Dos días más tarde, los patriotas derrotaron a sus enemigos y a la jornada siguiente entraron en Guaranda. El 12 de noviembre, ocupaban Ambato mientras que Aymerich comprende la gravedad de la situación, pidiendo refuerzos a San Juan de Pasto, desde donde le envían el batallón Aragón, lo que le permite organizar una columna a cargo del teniente coronel Francisco González en Quito. Como las fuerzas realistas vencidas en Boyacá habían logrado reorganizarse en San Juan, Aymerich se sintió con la confianza suficiente para concentrar sus esfuerzos en los guayaquileños.

## Fuerzas enfrentadas

### Patriotas
A mediados de 1820, las fuerzas que guarnecían Guayaquil eran 1500 plazas: por orden del virrey peruano José Fernando de Abascal 250 a 300 marineros que operaban 7 lanchas cañoneras, 600 infantes del batallón Granaderos de Reserva originarios de Cuzco, 200 voluntarios del medio batallón Milicias de Guayaquil, 150 jinetes del escuadrón Caballería de Daule y 200 artilleros de la brigada de artillería. Basado en Pedro Fermín Cevallos y Francisco Aguirre Abad, el historiador José Antonio Gómez Iturralde creía que el puerto siempre tuvo una guarnición no menor a los 2000 hombres. Su colega, Jesús Reyes Quintanilla, afirmaba: «La población ofrecía muchos recursos y cómodo acantonamiento para más de 2.000 hombres». El militar ecuatoriano Galo Chacón Izurieta estimaba que los ejércitos en campaña en la Real Audiencia podían alcanzar un máximo de 2000 a 3000 plazas.
Durante la batalla, los patriotas incluían tropas de Guayaquil y Latacunga y partidas milicias de Pujilí y Machachi que se reclutaron durante el avance. Destacaba la columna del Calixto Pino, que había llegado desde Latacunga días antes del combate, y la del coronel Cipriano Delgado, formada por guayaquileños. La mayoría de las unidades estaban incompletas y sus integrantes eran reclutas sin experiencia ni entrenamiento. El militar e historiador argentino Leopoldo Ornstein estimaba que esa división debía sumar unos 2000 hombres.
| División Protectora de Quito Mandos - Comandante en jefe: Crnel. Luis Urdaneta - Segundo al mando: Crnel. León de Febres Cordero Unidades - Batallón Vengadores (formado por el personal del Cuerpo de Cívicos): tcrnel. José María de la Peña. - Batallón Voluntarios de la Patria (voluntarios guayaquileños): tcrnel. Ignacio del Alcázar. - Batallón Defensores (voluntarios de Guayaquil y alrededores): tcrnel. Dionisio de Acuña. - Batallón Libertadores N.° 1 (una mitad del Granaderos de Reserva): sargento mayor Manuel Antonio Farfán. - Batallón Libertadores N.° 2 (otra mitad del Granaderos de Reserva): sargento mayor Hilario Álvarez. - Escuadrón Daule: tcrnel. José Matías Tirapegui. - Cuerpo de artillería: tcrnel. peninsular Manuel de Torres Valdivia. |

Cevallos estimaba que eran 1800 hombres, lo que fue respetado por José Coroleu e Inglada, Mariano Torrente, Felipe de la Barra, José Ibáñez Sánchez y Chacón Izurieta. El historiador ecuatoriano Fernando Jurado Noboa también apoyó esa cifra, agregando que 500 eran de Tungurahua. Contaban con 800 jinetes y 1000 infantes, 600 armados con fusiles y el resto con palos, piedras o nada. El historiador colombiano Aníbal Galindo redujo la cifra a 1500, al igual que su colega venezolano Nicolás González Chávez. José Manuel Restrepo afirmaba que eran 1500 hombres.
De la Barra creía que tenían 4 cañones, mientras que Torrente los reduce a 3 piezas de a 4 libras.

### Realistas
Según el historiador Francisco Antonio Encina en Quito se habían concentrado 3500 soldados, basado en una carta del entonces general de brigada Antonio José de Sucre. En cambio, Ornstein creía que Aymerich tenía unos 5000 hombres en esa ciudad. El militar Alfredo Flores y Caamaño estimó que las provincias de Guayaquil, Quito y Azuay podían movilizar 4000 a 5000 hombres.  Sucre calculó en 4000 las tropas con las que originalmente contaba Quito: «En los últimos cinco meses se me echaron encima todas las fuerzas de Quito, y afortunadamente de 4.000 hombres que tenían los godos, están reducidos a 2.000». Chacón Izurieta estimaba que los ejércitos de la Real Audiencia podían alcanzar los 2000 a 3000 como mucho.
Según Cevallos, en la batalla no eran más de 1000, lo que ha sido repetido por otros historiadores. Galindo creía que apenas llegaban a los 500 hombres, mientras que González Chávez los eleva a 1300. Restrepo afirmó inicialmente que eran 550 hombres, pero poco después corrigió la cifra a 800 jinetes y cerca de 500 infantes. El militar ecuatoriano Édison Macías Núñez afirmaba que eran 200 jinetes y 800 infantes.

## Combate
González se aproximó a Ambato eludiendo al coronel rioplatense José García en Latacunga, destruyendo una patrulla independentista en Mulaló y atacando un destacamento patriota en Latacunga, causándole 20 muertos. Mientras, Urdaneta y Febres Cordero, en cuanto habían enterado del avance de González, decidieron intentar detenerlo en el río Ambato, una posición defensiva donde podrían derrotarlo, consolidar el territorio ganado y luego seguir avanzando hacia Quito.
Al amanecer del 22 de noviembre, González llegó a las cercanías de Ambato, atravesó el río homónimo a pesar de la defensa enemiga al moverse a Izamba, pueblo ubicado al este y donde pudo eludir todo intento de detenerlo cruzando por los vados de Illiná y Pichilates sin encontrar resistencia. Siguió a la hacienda Illiná y llegó a la llanura. Esta maniobra amenazó con envolver a la vanguardia patriota, obligando a sus comandantes a retirarse al sur de Ambato y no esperar dentro de la ciudad. Se mudaron a la llanura de Huachi, ubicada al sudeste de la ciudad. Esta era extensa, arenosa y con muy pocos sembrados. Isaías Toro Ruiz la describió como desolada y llena de médanos (dunas). El terreno plano y sin accidentes dificultaba la defensa, pero favorecía el uso de la caballería.
Cuando se encontraba a un kilómetro de la línea enemiga, González ordenó al teniente coronel Francisco Eugenio Tamariz, quien era su jefe de Estado Mayor, intentara rodear el ala izquierda de los independentistas con 4 compañías de infantería. Otras tres compañías harían una dilación, es decir, distraerían a los patriotas con un ataque frontal. De reserva quedarían 100 infantes y los 200 jinetes.
El combate comenzó cuando el teniente coronel José Matías Tirapegui, comandante del escuadrón Daule, cargó exitosamente contra el flanco este de los monárquicos, obligando a González a intervenir personalmente al mando del escuadrón Dragones de Granada para evitar un descalabro; estos movimientos levantaron grandes nubes de arena que confundieron a soldados y animales. Sucedía que los patriotas estaban muy confiados por su superioridad numérica. Entonces, las infanterías empezaron a arremeterse mutuamente sin un claro vencedor ni piedad, aunque según Chacón Izurieta lentamente parecía imponerse el bando independentista. Sin embargo, las órdenes que daban los oficiales al momento del despliegue eran confusas. Finalmente, después de una hora de combate, González lideró una intrépida carga que abrió una brecha en la línea patriota. A esto se unió que el batallón Libertadores N.° 2 y su comandante, el mayor Hilario Álvarez, abandonaron su posición en el flanco derecho patriota. También el mayor como el núcleo de esa unidad eran cuzqueños y era la primera vez que combatían, pero se desconocen los motivos de este actuar. Esto permitió a los realistas atacar por ese flanco. Según Ibáñez Sánchez, la unidad del coronel García también abandonó sus posiciones sin explicación y eso ayudó al estallido del desorden entre los patriotas. Los patriotas, vencidos, se retiraron como pudieron a Babahoyo, aunque sólo un cuarto logró escapar.
Las tropas guayaquileñas se componían principalmente de reclutas imberbes, especialmente la caballería, y Urdaneta y Febres Cordero cometieron el error de querer presentar batalla en campo abierto, donde sus hombres fueron incapaces de resistir una carga bien dirigida de los realistas, destacando el ataque de sus jinetes. También es cierto que Ambato estaba a medio camino entre Guayaquil y Quito, por lo que ambos bandos debieron extender sus líneas de suministro.

## Consecuencias

### Bajas
Las bajas patriotas fueron muy elevadas. Restrepo menciona que los monárquicos aseguraban que habían muerto 500 patriotas, lo que considera exagerado, pero reconoce que su victoria fue completa y los oficiales independentistas lograron escapar sólo con los restos de su división. Cevallos menciona más de 500 muertos, una infinidad de prisioneros, 3 cañones, la mayoría de la caballada, armas, pertrechos y municiones perdidos. Toro Ruiz dice que murieron 560 patriotas en el combate, además de 180 prisioneros que fueron degollados poco después. El comandante realista Tamariz, llegado al continente en la expedición de Pablo Morillo, elevó el número a 800 patriotas muertos.
Según Torrente, si la caballería de González no hubiera estado agotada por la batalla, ningún patriota hubiera logrado escapar a Guayaquil. En cambio, González decidió ocupar Ambato y dedicarse a reprimir ferozmente a la población, lo que permitió a los independentistas a preparar las defensas del puerto apoyándose en la intransitable hidrografía de su región. Después del combate fueron asesinados los ciudadanos Mariano González, Ramón Legarda y Melchor Tobar, quienes no participaron de la batalla, pero no pudieron huir y se negaban a colaborar con los monárquicos. Al día siguiente, fueron asesinados en Pachanlica José Bahamonde y su hijo Joaquín y en los pueblos de Latacunga y Mulaló hubo más represión.
Cayeron muchos oficiales de Guayaquil (coroneles Juan Pablo Benavides y Antonio Subiría, hermanos Vicente y Julián Arvela, Ramón Antonio Atiencia y Francisco Javier Urriola, capitán Bernardino Nevicochea, mayor Antonio Satisabal y sargento mayor Antonio Ballén), Cuenca (coroneles Manuel Aguilar y Mateo Alvarino), Ibarra (coronel Julián Aguirre y comandante Manuel Segarra), Riobamba (coroneles Pedro José Arteta y Salvador Ríos y capitán Pantaleón Pardo), Loja (capitanes José Cotabarria y Bernardo Riofrío y teniente Julián Yagorza), Quito (capitán Andrés Santacruz, comandantes Juan Salvador Checa y Luis Rocafuerte y teniente Andrés Tascón), Azuay (coronel Antonio Recalde) y Tulcán (capitán Agustín Rosales).

### Reacción en Guayaquil
A fines de noviembre, Luzuriaga y Guido llegaron al puerto y se encontraron con la población alarmada por la derrota. Había tres facciones en disputa por el apoyo popular: un partido liberal que era mayoritario y defendía crear un Estado propio e independiente, pero aceptaban el unirse al Perú si militarmente no les quedaba otra opción; un partido legitimista, conservador, minoritario y que defendía encarecidamente la unión con el Perú; y una pequeña minoría de exaltados que defendían unirse a la República de la Gran Colombia.
Urdaneta y Febres Cordero fueron reemplazados por el coronel Luzuriaga, quien quedó a cargo del proceso contra ellos. El tribunal militar fue encabezado por el coronel Juan de Dios Araujo, quien ordenó el encarcelamiento de los acusados. Fueron culpados de la derrota y los obligaron a irse de Guayaquil a Perú, donde se unieron a las fuerzas de San Martín. El desastre fue aprovechado por los partidarios de unirse al Perú para retirar de los empleos públicos, insultar y amenazar a los partidarios de la Gran Colombia, mientras que Luzuriaga desplazó del mando a oficiales neogranadinos y venezolanos.
El 30 de diciembre, se aprobó un convenio en que la ciudad se ponía bajo protección peruana durante el resto de la guerra, se reconocía a San Martín como general en jefe, se le daba el poder de nombrar al jefe militar de la plaza y se le autorizaba a enviar 300 a 400 refuerzos. A cambio, la provincia seguía siendo independiente y soberana y conservaba la constitución provisional ya sancionada. Debido a esto último, Guido no firmó el convenio aunque sería cumplido en los meses posteriores.

### Continuación de la guerra
Los vencedores de Huachi padecieron apenas 25 muertos y 30 heridos, bajas muy escasas que los animaron a continuar su ofensiva. González decidió dirigirse contra los revolucionarios de Cuenca. El 20 de diciembre, el combate de Verdeloma supuso el final de los dos meses y medio de autonomía que logró Cuenca. Esto les permitió mantener abiertas las comunicaciones terrestres con Lima. Por su importancia, los monárquicos dejaron 1400 soldados guarneciendo la ciudad para enero del año siguiente (y 2000 escalonados entre Riobamba y Quito).
Meses después, los guayaquileños deseaban venganza pero nuevamente fueron vencidos en Tanizagua. Por fortuna para los independentistas, la amenaza de los ejércitos patriotas de la Nueva Granada en el norte hizo que Aymerich replegara sus hombres a Quito y no intentara tomar Guayaquil. Pero la situación se volvió tan crítica que José Joaquín de Olmedo solicitó ayuda al presidente Bolívar. El 6 de mayo, llegó Sucre con 650 soldados a los que se sumaron 1400 locales que quedaban en Guayaquil. Sus instrucciones consistían en tomar el mando de las tropas que se encontraban en el puerto, asegurar la incorporación de la provincia a la Gran Colombia y preparar en conjunción con Bolívar las operaciones contra Quito. También le pidió a San Martín el envío de 800 a 1000 refuerzos. Avanzó a Huachi con un nuevo ejército de 2000 a 3000 neogranadinos, venezolanos, guayaquileños y en menor medida chilenos, rioplatenses, peruanos, ingleses e irlandeses.
El historiador Ibáñez Sánchez compara a Huachi con La Puerta, en Venezuela, otro lugar donde hubo varias batallas y todas las perdieron los independentistas. También la compara con Pitayó como un caso en que la victoriosa caballería realista, en lugar de perseguir a los patriotas, los dejó escapar.